# ديفردانج
ديفردانج (باللوكسمبورغية: Déifferdeng، وبالألمانية: Differdingen) هي بلدة وبلدية تقع بالقرب من الحدود مع كل من بلجيكا وفرنسا جنوب غرب لوكسمبورغ على بعد 27 كم (17 ميل) من العاصمة في كانتون إيش سوغ ألزيت. يبلغ عدد سكان ديفردانج حوالي 26,000 نسمة، ما يجعلها ثالث أكبر مدن البلاد.
تعدّ ديفردانج بلدة صناعية حيث كانت موطناً لصناعة الصلب في البلاد، ووقع معظم نمو المدينة خلال فترة الازدهار التي عاشتها. وما زالت البلدة حتى يومنا هذا مركزاً صناعياً هاماً حيث يوجد في البلدة مصنع للصلب تابع لشركة آرسيلور ميتال وهي أكبر شركة لصناعة الصلب في العالم.

## توأمة
لديفردانج اتفاقيات توأمة مع كل من:
- آلن
- Fiuminata [الإنجليزية]‏
- Longwy [الإنجليزية]‏
- واترلو
- تشافيس

## أعلام
- إميل كولب
- برنارد فيشر
- ماري كريستي
- مارسيل دي دومينيكو